# Стрелка (Вичугский район)
Стре́лка — деревня в Вичугском районе Ивановской области. Входит в состав Сунженского сельского поселения. Исторически связана с имением А. И. Бибикова и расположена в непосредственной близости от места бывшей усадьбы «Борщёвка» князей Козловских.

## География
Деревня расположена на высоком правом берегу («стрелке») при впадении реки Сунжи в Волгу, напротив посёлка Каменка. Находится в 14 км к северу от центра поселения — деревни Чертовищи, и в 24 км к северу от районного центра — города Вичуги. От соседней усадьбы «Борщёвка» (Богородицкой), расположенной на левом берегу Сунжи, Стрелку (Борщёвку Петропавловскую) отделяет овраг, где, по местным преданиям, находится святой источник Тихона Лухского.
Доступ из посёлка Каменка осуществляется по двум пешеходным мостам (известным как «лавы») через Сунжу: один ведёт непосредственно в Стрелку (ближе к Волге), другой — в соседнее село Кузнецово («Кузнецовские лавы»). Прямое автомобильное сообщение с деревней отсутствует; транспортная связь возможна по воде (например, на пароме) или зимой по льду Волги и Сунжи. Единственная улица деревни имеет гравийное покрытие, застройка адаптирована к холмистому рельефу местности.

## История

### XVII—XVIII века
В XVII веке территория современного села относилась к Плесскому стану Костромского уезда. В писцовых книгах 1627—1628 годов упоминается запустевший погост Петровский на Сунже. В 1636 году здесь, в поместье князя Афанасия Козловского, была построена деревянная церковь Святых Апостолов Петра и Павла.
В XVIII веке имение Стрелка перешло к Александру Ильичу Бибикову (1729—1774) в качестве приданого его жены Анастасии Семёновны, урождённой княжны Козловской. А. И. Бибиков — видный государственный и военный деятель екатерининской эпохи: генерал-аншеф, сенатор, маршал Уложенной комиссии, командующий войсками в борьбе с польскими конфедератами и при подавлении Пугачёвского восстания.

#### Визит Екатерины II
{{{4}}} (17) май 1767 года, во время путешествия по Волге на галере «Тверь», усадьбу Бибикова посетила императрица Екатерина II. Согласно архивным данным, её встречали отставной майор князь Николай Козловский и хозяин имения А. И. Бибиков. Императрица поднялась к церкви, по пути крестьяне бросали к её ногам зелёные ветви и цветы. Пообедав в доме Бибиковых, Екатерина пожаловала его трёхлетнего сына Александра подпрапорщиком в Измайловский полк, а трёхлетнему сыну князя Козловского Дмитрию подарила золотые часы. В тот же день императрица отбыла далее, так как поднялся попутный ветер. С этим визитом связана легенда о старом дубе в парке соседней усадьбы Борщёвка, который якобы предсказал императрице ещё 30 лет жизни.

#### Смерть и захоронение А. И. Бибикова
А. И. Бибиков скоропостижно скончался {{{4}}} (9) апрель 1774 года в Бугульме в разгар кампании против Пугачёва. Официальной причиной считалось переутомление, однако современники (включая А. С. Пушкина и сына Бибикова) высказывали предположения об отравлении. По желанию вдовы тело генерала было перевезено в Стрелку и погребено под алтарём старой деревянной Петропавловской церкви.

### XIX—XXI века
В 1839 году на средства прихожан была возведена каменная Петропавловская церковь с колокольней и оградой, но на новом месте, несколько в стороне от деревянной. Храм имел три престола: главный (холодный) во имя Петра и Павла и преподобного Афанасия Афонского, и тёплый придел во имя великомученицы Параскевы Пятницы.
Старую деревянную церковь, под которой находился склеп А. И. Бибикова, со временем разобрали из-за ветхости. Над склепом была установлена деревянная часовня, которую в начале XX века сфотографировал С. М. Прокудин-Горский. После революции эту часовню, по некоторым данным, перевезли в деревню Никулино и использовали как склад. Судьба самого склепа А. И. Бибикова остаётся неизвестной. В 2000 году на предполагаемом месте захоронения на средства потомков Бибикова из России, Франции и США были установлены каменная часовня и памятный знак.
Сын А. И. Бибикова, Александр Александрович Бибиков (1765—1822), также видный военный и государственный деятель, сенатор, дипломат, руководитель ополчений в 1812—1813 годах, был связан с этими местами. В правление Павла I он попал в опалу и проживал в имении до 1808 года.
Сестра А. И. Бибикова, Екатерина Ильинична, была женой фельдмаршала М. И. Кутузова. Сохранились местные предания и сведения о том, что Кутузов посещал Борщёвку, вероятно, уже после смерти шурина (после 1774 года).
В конце XIX — начале XX века село являлось частью Кузнецовской волости Нерехтского уезда Костромской губернии. С 1918 года — в составе Иваново-Вознесенской губернии. С 1929 года деревня числилась в Каменском сельсовете Вичугского района Ивановской области. С 2005 года входит в состав Сунженского сельского поселения.

## Население
| 1872 | 1897 | 1907 | 2002 | 2010 | 2015 | 2016 |
| ---- | ---- | ---- | ---- | ---- | ---- | ---- |
| 92   | ↗174 | ↗323 | ↘86  | ↘76  | ↘56  | ↘55  |
| 2018 |      |      |      |      |      |      |
| ↗56  |      |      |      |      |      |      |

## Усадьба «Борщёвка»
Напротив Стрелки, на левом берегу Сунжи, располагалась усадьба «Борщёвка» (Борщёвка Богородичная), с XVII по XIX век принадлежавшая старинному княжескому роду Козловских.

### Известные владельцы и гости
- Козловские. Один из владельцев, Дмитрий Николаевич Козловский (1764—1819), по некоторым предположениям, послужил прототипом князя К. в повести Ф. М. Достоевского «Дядюшкин сон»[1]. Его сын, Александр Дмитриевич Козловский, считается одним из первых костромских краеведов и опубликовал в 1823 году заметку о посещении Борщёвки Екатериной II[1].
- Братья Чернецовы. Художники Григорий и Никанор Чернецовы посетили усадьбу летом 1826 года по приглашению А. Д. Козловского. В своём дневнике они отмечали живописность видов на Волгу и Сунжу, а также упомянули место, связанное с местной легендой о разбойнике Иване Фадееве[7].
- Коноваловы. В 1871 году пришедшую в упадок усадьбу купил вичугский фабрикант Александр Петрович Коновалов (ум. 1881)[1]. После его смерти имение перешло к сыну Ивану Александровичу Коновалову (1850—1924)[7]. Коноваловы перестроили главный дом, расширили парк и пристроили к Богородицкой церкви два новых придела[1].
- Сергей Рахманинов. Летом 1892 и 1894 годов в усадьбе Ивана Коновалова гостил композитор С. В. Рахманинов. Здесь он работал над оперой «Алеко», «Восточным танцем» и сочинил «Каприччио на цыганские темы». Также Рахманинов давал уроки музыки сыну владельца Александру Ивановичу Коновалову[7]. Сохранилась цитата композитора: «Моя вынужденная педагогическая деятельность [у Коноваловых] была неприятной необходимостью, оказавшей благотворное влияние на мое музыкальное развитие»[7]. Существует также легенда о вазе, якобы случайно разбитой Рахманиновым во время экспрессивной игры, которую связывают с периодом владения усадьбой В. И. Кокоревым[7].
- В. И. Кокорев. Последним дореволюционным владельцем был коннозаводчик В. И. Кокорев[6].

### Судьба усадьбы
В Борщёвке находилась каменная Богородицкая церковь (1744), имевшая родовой склеп Козловских. После революции церковь была закрыта и в 1929 году разрушена (по свидетельствам, с помощью трактора). Усадьба была национализирована, в ней размещались различные учреждения: конезавод, колхоз, пионерский лагерь, госпиталь, дом отдыха. К 1990-м годам усадьба была заброшена, главный дом превратился в руины. Сохранились остатки парка с прудом, липовой аллеей и вековым дубом («Екатерининским»), а также руины Богородицкой церкви и хозяйственных построек.

## Достопримечательности

### Церковь Петра и Павла
В деревне расположена действующая каменная Церковь Святых Апостолов Петра и Павла (1839 года постройки). Возвышается на высоком берегу, видна из посёлка Каменка. Является объектом культурного наследия регионального значения. У церкви сохранился небольшой погост с отдельными старинными надгробиями.

### Часовня и памятный камень в честь А. И. Бибикова
В 2000 году на предполагаемом месте захоронения А. И. Бибикова (близ места, где стояла старая деревянная церковь) на средства его потомков установлены небольшая каменная часовня и памятный знак (валун с табличкой).

### Воинский мемориал
В деревне находится памятник воинам, погибшим в Великой Отечественной войне.

### Руины усадьбы «Борщёвка»
Напротив деревни, через реку Сунжу, находятся живописные руины усадьбы «Борщёвка»:
- Руины главного дома (сохранились фрагменты стен, колоннады), хозяйственных построек.
- Руины Богородицкой церкви (1744—1929)[1].
- Остатки усадебного парка с прудом и липовой аллеей[3].
- Старовозрастный дуб, известный как «Екатерининский дуб».

### Пешеходные мосты
Характерной особенностью местности являются длинные пешеходные мосты («лавы») через Сунжу, связывающие Стрелку и соседние сёла с посёлком Каменка и обеспечивающие основной доступ к ним.